# Мадемуазель Ланж
Мадемуазе́ль Ла́нж (фр. Mademoiselle Lange, собственно Anne-Françoise-Élisabeth Lange; 17 сентября 1772, Генуя — 2 декабря 1825, Флоренция) — французская актриса, светская красавица, куртизанка, модель.

## Карьера актрисы
Дочь бродячих актёров, колесивших по всей Европе, рано начала выступать.
В 1787 году выступала в Туре, в 1788 году дебютировала на сцене Комеди Франсез. В 1791-м, после раскола труппы в связи с представлением антимонархической драмы Шенье Карл IX, сначала примкнула к «патриотам» во главе с Тальма, но затем перешла к «аристократам» (они выступали в театре предместья Сен-Жермен, ныне это театр Одеон). В 1793 году сыграла там роль Лауры в пьесе Коллена д’Арлевилля «Старый холостяк».
Исполнила главную роль в пьесе Франсуа де Нёфшато «Памела, или вознаграждённая добродетель» (1793, по Ричардсону), после чего в моду вошли соломенные шляпки а ля Памела.
Однако Комитет общественного спасения нашёл пьесу роялистской, театр был закрыт, автор и актёры арестованы. Актриса едва избежала гильотины. Освобожденная после Термидора, выступала в театре Фейдо.
Вела роскошную, щегольскую жизнь в эпоху Директории, была содержанкой нескольких богатых и знатных персон того времени, включая Поля Барраса.
В декабре 1797 году покинула сцену по требованию мужа, крупного дельца Мишеля-Жана Симона. Дала несколько представлений в 1807 году, но больше в театре не играла.

## Ланж как модель
Ланж писали несколько художников. Несколько раз она была моделью Жироде-Триозона. Однако один из портретов ей не понравился, и она ультимативно потребовала от художника удалить его с выставки в Салоне 1799 года. Тот отомстил модели, через несколько дней выставив её портрет в виде Данаи как проститутки, собирающей золотые монеты, и придав гротескный облик её мужу (индюк) и одному из богатых любовников (человек в маске с золотой монетой в глазу).

## Образ в драматургии
- Стала героиней водевилей Максима-Лери, Жака Араго и др.
- Как один из второстепенных персонажей присутствует в знаменитой оперетте Шарля Лекока «Дочь мадам Анго» (1872).

## Спорные детали биографии
- Историки оспаривают связь Ланж с Баррасом (о которой упоминается в оперетте Лекока).
- Некоторые называют датой смерти актрисы 25 мая 1816 года.